# Le 18 Brumaire de Louis Bonaparte
Le 18 Brumaire de Louis Bonaparte (en allemand Der achtzehnte Brumaire des Louis Napoleon) est un ouvrage de Karl Marx, publié en 1852. Il évoque longuement le coup d'État du 2 décembre 1851 par lequel le futur Napoléon III, alors président de la République française, a pris le pouvoir en France et instauré le Second Empire.
L'ouvrage est publié dans une perspective critique, à une époque où paraissent aussi Napoléon le Petit, de Victor Hugo, et Le Coup d'État, de Proudhon.

## Contexte
Marx écrit l'ouvrage après le coup d'État du 2 décembre 1851, par lequel le futur Napoléon III, alors président de la République française, prend le pouvoir en France et instaure le Second Empire. Si son impression est importante, le livre est principalement publié par des sympathisants politiques, en France comme aux États-Unis.

## Analyse de l'ouvrage

### Une farce de l'Histoire
Marx met en relation la révolution du général Bonaparte, qui renversa le Directoire le 9 novembre 1799, soit le 18 brumaire an VIII selon le calendrier révolutionnaire, et le coup d’État de son neveu. Il porte un jugement négatif sur cette fausse révolution de 1851, qu'il qualifie de « deuxième édition du 18 Brumaire ». En effet, si Marx considère la première phase de la Révolution française comme un moment héroïque pour la bourgeoisie (avec Camille Desmoulins, Danton, Robespierre, Saint-Just et Napoléon), il ne voit le coup de Louis-Napoléon que comme une réaction militaire répressive.
Marx reprend Hegel en écrivant que si ce dernier avait écrit que « tous les grands événements et personnages historiques se répètent pour ainsi dire deux fois […] », il avait omis de préciser que la première fois est toujours une tragédie, et la seconde fois, une farce. 

### Sociogenèse du régime
Marx cherche à expliquer le mouvement de l'Histoire par les dynamiques entre les classes sociales. L'ouvrage s'inscrit ainsi dans la prolongation de son précédent livre, Les Luttes de classes en France (1850). Marx y reprend une partie des thèses de cet ouvrage, dont l'idée que la République est un outil de domination de la bourgeoisie. Il mène l’analyse de la période allant de 1848 à 1851 sous l'angle de l’antagonisme de classe.
« La France ne semble donc avoir échappé au despotisme d’une classe que pour retomber sous le despotisme d’un individu, et, qui plus est, sous l’autorité d’un individu sans autorité [...] L’État semble s’être rendu indépendant de la société, de l’avoir subjuguée ».

### Sociologie politique de la paysannerie
Marx porte un jugement très négatif sur la paysannerie, qu'il considère comme un allié objectif de la bourgeoisie. La comparant à un sac de pommes de terre, amorphe et sans vouloir, il considère les paysans comme près à chaque instant de tomber entre les mains de forces sociales qui lui sont supérieures. 
Ces maîtres sont précisément, pour Marx, les Bonaparte. Ceux-ci se seraient appuyés sur la paysannerie conservatrice, et ne seraient donc pas une force de progrès intellectuel ; ils tireraient profit de la foi superstitieuse du paysan, de son préjugé plutôt que de son jugement.

## Postérité

### Formation intellectuelle de Marx
L’analyse du 18 brumaire et de la période qui suit février 1848 montre à Karl Marx que seul le prolétariat a un potentiel révolutionnaire, et que, s'il n'est pas encore mûr pour le moment, il est le seul à pouvoir changer la donne. 

### Citations ultérieures
Frantz Fanon cite l'ouvrage dans le chapitre de conclusion de Peau noire, masques blancs.